# چیان جیاروی
چیان جیاروی (انگلیسی: Qian Jiarui؛ زادهٔ ۳۰ مهٔ ۱۹۹۲) شمشیرباز اهل چین است.
وی در مسابقات کشوری و بین‌المللی در مجموع برندهٔ ۱ مدال طلا، ۱ مدال نقره شده‌است.